# Calvert (Texas)
Pour les articles homonymes, voir Calvert.
La ville de Calvert est située dans le comté de Robertson, dans l’État du Texas, aux États-Unis. Sa population s’élevait à 1 192 habitants  lors du recensement de 2010.

## Source
- (en) Cet article est partiellement ou en totalité issu de l’article de Wikipédia en anglais intitulé « Calvert, Texas » (voir la liste des auteurs).